# Brooklyn (Radsportteam)

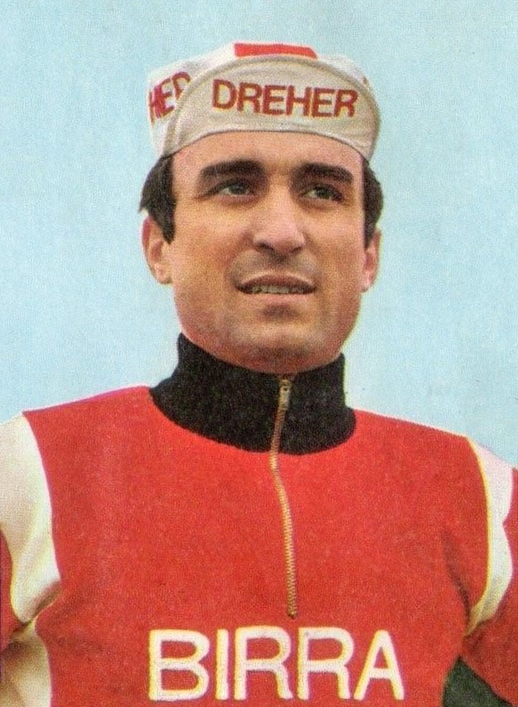
Giordano Turrini (1971)

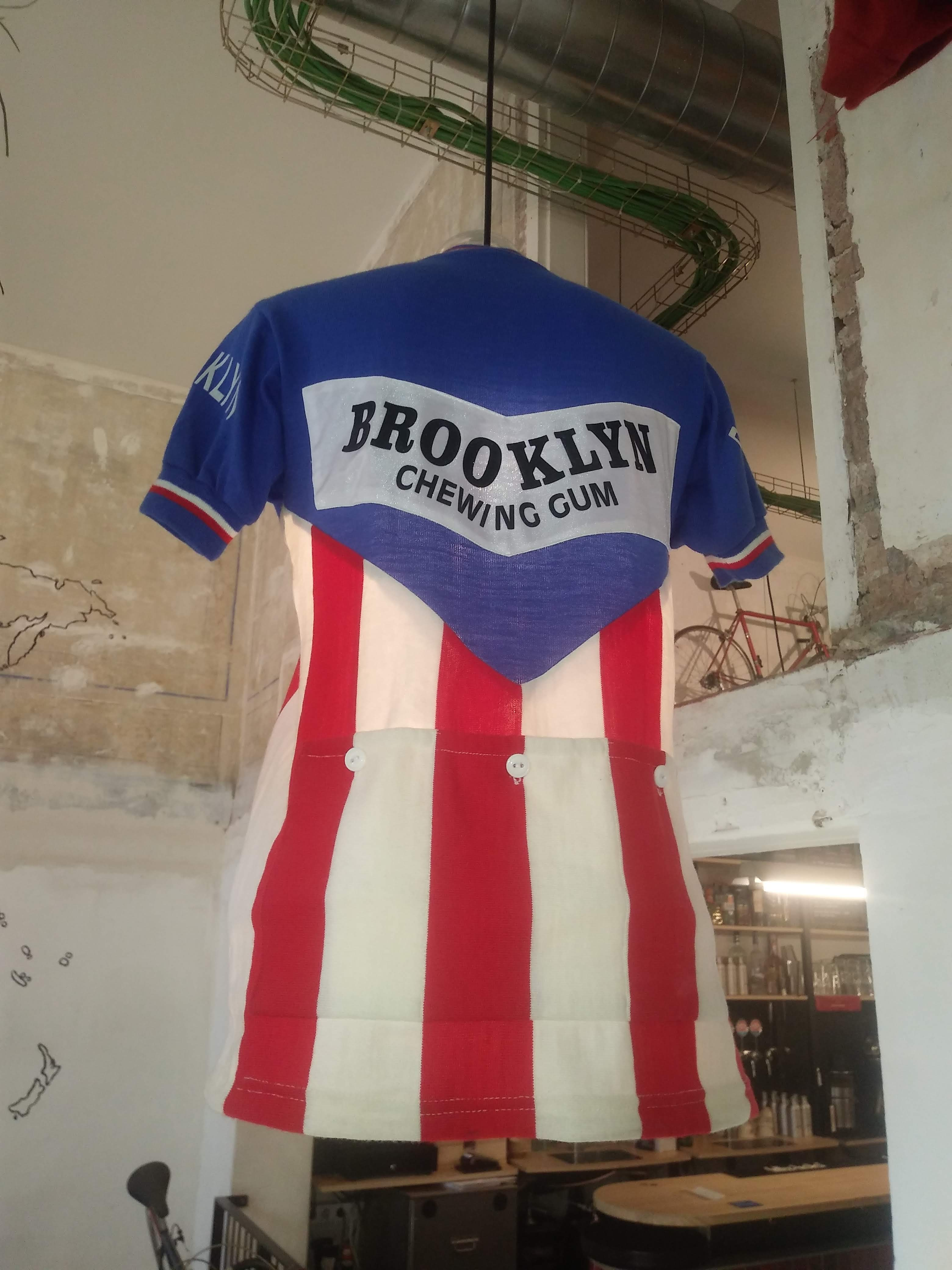
Trikot Team Brooklyn

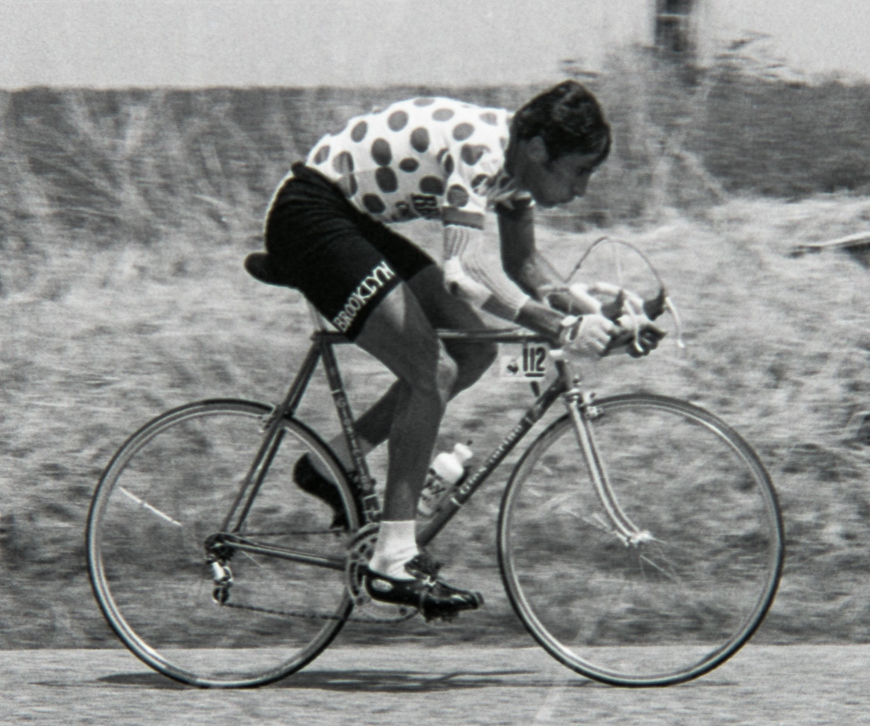
Giancarlo Bellini bei der Tour de France 1976

Brooklyn oder Dreher war ein italienisches professionelles Radsportteam, das von 1970 bis 1977 bestand.

## Geschichte
Das Team wurde 1970 unter der Leitung von Franco Cribiori gegründet. Hauptsponsor war der italienische Zweig der Dreher Bierbrauerei aus Triest. 1970 konnten neben den Siegen zweite Plätze beim Giro della Provincia di Reggio Calabria und bei Nokere Koerse und ein dritter Platz bei der Belgien-Rundfahrt erzielt werden. 1971 wurden neben den Etappensiegen beim Giro d’Italia der fünfte Platz im Gesamtklassement, der zweite Rang in der Punktewertung und der zweite Platz in der Bergwertung erreicht. Ab 1973 wurde das Team von Perfetti Van Melle als idealer Werbeträger für einen Kaugummi des Unternehmens entdeckt und wurde so neuer Hauptsponsor. 1973 konnten zweite Plätze bei der Lombardei-Rundfahrt, Paris–Tours, der Coppa Bernocchi und bei Omloop Het Volk erreicht werden. Weitere gute Platzierungen waren ein dritter Platz bei Mailand–Turin und ein siebter Platz bei Paris–Roubaix. Ein Jahr später wurde neben dem vierten Gesamtrang bei der Tour de France außerdem sechsmal der zweite Etappenrang erzielt. 1975 konnte ein dritter Platz bei Paris–Tours, vierte Plätze beim Giro d’Italia und der Lombardei-Rundfahrt belegt werden. 1976 verpasste das Team den Sieg beim Giro d’Italia denkbar knapp und belegte den zweiten Gesamtrang. Außerdem belegte das Team zweite Plätze noch bei der Tour de Romandie, der Meisterschaft von Zürich, dem Scheldeprijs, der Tre Valli Varesine. Dritter Plätze bei Paris–Roubaix, Het Volk, Rund um den Henninger Turm. 1977 war vermutlich die beste Saison bei den klassischen Eintagesrennen. Neben den Siegen gab es zweite Plätze bei Mailand–Sanremo, Paris–Tours, der Meisterschaft von Zürich, vierte Plätze bei Lüttich–Bastogne–Lüttich, bei der Lombardei-Rundfahrt und Platz 6 beim Amstel Gold Race und Platz 7 bei La Flèche Wallonne. Nach Ende der Saison 1977 wurde das Team aufgelöst.
Hauptsponsor war von 1970 bis 1972 die gleichnamige Brauerei Dreher aus Triest. 1972 bis 1977 war der Hauptsponsor ein italienischer Hersteller von Süßwaren und Kaugummi, welcher mit dem Sponsoring seine Kaugummimarke Brooklyn bewarb.

## Erfolge
1970
- eine Etappe Giro d’Italia
- Gesamtwertung und eine Etappe Giro di Sardegna
- eine Etappe Tirreno–Adriatico

1971
- vier Etappen Giro d’Italia

1972
- vier Etappen und Punktewertung Giro d’Italia
- Paris–Roubaix
- Gesamtwertung und drei Etappen Tirreno–Adriatico
- Mailand–Turin
- Mailand–Vignola
- Coppa Placci
- Gran Premio Città di Camaiore
- Druivenkoers
- eine Etappe Settimana Ciclistica Lombarda

1973
- Mailand–Sanremo
- vier Etappen Giro d’Italia
- Gesamtwertung und eine Etappe Tirreno–Adriatico
- Boucles de l’Aulne
- Giro della Toscana
- GP Monaco
- Trofeo Matteotti

1974
- vier Etappen und  Punktewertung Tour de France
- fünf Etappen und  Punktewertung Giro d’Italia
- Paris–Roubaix
- Lombardei-Rundfahrt
- Gesamtwertung und eine Etappe Tirreno–Adriatico
- Coppa Placci
- Mailand–Turin
- Druivenkoers
- Giro del Veneto
- eine Etappe Tour de Romandie
- drei Etappen Giro di Sardegna

1975
- Gesamtwertung, sieben Etappen,  Punktwertung,  Bergwertung und Teamwertung Tour de Suisse
- Paris–Roubaix
- Meisterschaft von Zürich
- Gesamtwertung und drei Etappen Tirreno–Adriatico
- Mailand–Turin
- Giro del Lazio
- Critérium des As
- Gran Premio Montelupo
- Coppa Agostoni
- Giro di Campania
- Trofeo Pantalica
- drei Etappen Giro di Sardegna
- eine Etappe Belgien-Rundfahrt
- eine Etappe Cronostaffetta

1976
- Lombardei-Rundfahrt
- zehn Etappen Giro d’Italia
- eine Etappe und  Bergwertung Tour de France
- Gesamtwertung und fünf Etappen Tour de Romandie
- Paris–Tours
- Gesamtwertung und drei Etappen Tirreno–Adriatico
- Gesamtwertung und drei Etappen Giro di Sardegna
- Giro dell’Emilia
- Giro del Lazio
- Gran Premio Montelupo
- vier Etappen Katalonien-Rundfahrt
- drei Etappen Giro di Puglia
- GP Alghero

1977
- Flandern-Rundfahrt
- Paris–Roubaix
- Gesamtwertung und zwei Etappen Tirreno–Adriatico
- Gran Piemonte
- eine Etappe Tour de Suisse
- eine Etappe Tour de Romandie
- eine Etappe Belgien-Rundfahrt
- eine Etappe Katalonien-Rundfahrt
- eine Etappe Giro di Puglia

## Wichtige Platzierungen
| Grand Tour         | 1970 | 1971 | 1972 | 1973 | 1974 | 1975 | 1976 | 1977 |
| ------------------ | ---- | ---- | ---- | ---- | ---- | ---- | ---- | ---- |
| Giro d’ItaliaGiro  | 32   | 5    | 7    | 11   | 11   | 4    | 2    | 6    |
| Tour de FranceTour | –    | –    | –    | –    | 4    | –    | 16   | –    |

| Monument                 | 1970 | 1971 | 1972 | 1973 | 1974 | 1975 | 1976 | 1977 |
| ------------------------ | ---- | ---- | ---- | ---- | ---- | ---- | ---- | ---- |
| Mailand–Sanremo          | 18   | 24   | 12   | 1    | 3    | 11   | 7    | 2    |
| Flandern-Rundfahrt       | 7    | 9    | 12   | 9    | 9    | 11   | 4    | 1    |
| Paris–Roubaix            | 16   | –    | 1    | 7    | 1    | 1    | 3    | 1    |
| Lüttich–Bastogne–Lüttich | –    | –    | –    | 37   | 4    | 8    | –    | 4    |
| Lombardei-Rundfahrt      | 22   | 14   | 12   | 2    | 1    | 4    | 1    | 4    |

## Bekannte ehemalige Fahrer
- Patrick Sercu (1970–1976)
- Domenico De Lillo (1971–1972)
- Ole Ritter (1971–1972)
- Pierfranco Vianelli (1971–1973)
- Julien Stevens (1972–1973)
- Roger De Vlaeminck (1973–1977)
- Wladimiro Panizza (1974–1975)
- Giancarlo Bellini (1974–1977)
- Johan De Muynck (1974–1977)